# Stilo (Kalábrie)
Stilo (v kalábrijském dialektu Stilu, v řecko-kalábrijském nářečí Stylon) je italská obec v Metropolitním městě Reggio Calabria v regionu Kalábrie. V obci Stilo bylo k 31. srpnu 2020 registrováno 2 462 obyvatel, trvale je zaznamenáván mírný pokles jejich počtu. Z administrativního hlediska obec Stilo zahrnuje ještě místní části Bordingiano, Caldarella, Maleni, Napi, Malafranò a devět desítek dalších menších částí, osad a katastrálních území. Starobylé jádro obce je jedním z 308 členů (stav k prosinci roku 2020) asociace I Borghi più belli d'Italia (Nejkrásnější historická sídla v Itálii).

## Geografie
Staré Stilo leží na svazích kopce Monte Consolino (701 m n. m.) v předhůří pohoří Serre calabresi, které jsou součástí Jižních Apenin, respektive jejich jižní části Kalabrijských Apenin. Severozápadní, výše položená část katastrálního území obce Stilo, zahrnuje nemalou část Regionálního přírodního parku Serre s horskými vrcholy Pietra del Boaro (1280 m n. m.) a Monte Corvo (1168 m n. m.). Podél severovýchodního svahu, na němž stojí staré Stilo, protéká řeka Stilaro. Katastrální území obce zahrnuje tok Stilara až k jeho ústí do Jónského moře poblíž Monasterace Mariny, kde na mysu Stilo (Punta Stilo nebo Capo Stilo) v období mezi 8. až 3. stoletím př. n. l. stávalo starověké řecké město Kaulon.

## Historie
Podle historiků mělo Stilo (Stylon) vzniknout na místě někdejšího Kaulonu, poraženého v roce 389 př. n. l. spojenými silami Dionysia I. ze Syrakus a vojsk z Lukánie (dnešní Basilicata). Kaulon definitivně zanikl v roce 205 př. n. l. během druhé punské války.

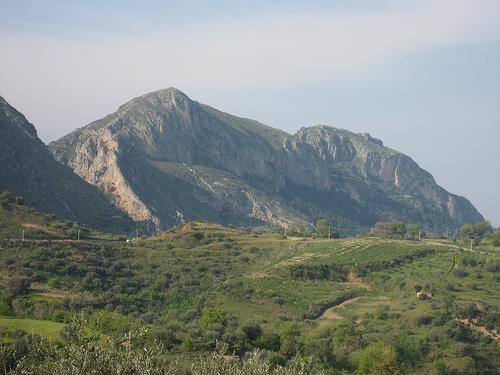
Monte Consolino

Rozkvět Stila je spojen s jeho přináležitosti k Byzantské říši od 7. století n. l., což mj. dokládá i stavba kostela, zvaného „La Cattolica“, vybudovaného v 9. století. Mezi roky 1065 a 1071 došlo v oblasti jižní Itálie k normanské invazi. První písemná zmínka o existenci hradu ve Stilu je v dokumentu ze 7. května 1093, adresovaném hrabětem Rogerem I. Sicilským zakladateli kartuziánského řádu Brunovi Kolínskému. V normanském období mělo Stilo, na rozdíl od dalších kalabrijských měst, která byla pod správou místních feudálů, status tzv. „území koruny“ (italsky terra della corona). Ve 13. století za vlády sicilského krále Karla I. z Anjou byla ve Stilu královská posádka a místní hrad byl jednou z nejvýznamnějších pevností provincie.
V poslední čtvrtině 16. století vládli ve Stilu španělští králové Filip II. Španělský a Filip III. Španělský, za jehož vlády na konci 16. století zde vypukla proti Španělům vzpoura. Tuto vzpouru organizoval Tommaso Campanella (1568 – 1639), italský filosof, básník a teolog, který pocházel ze Stila. V roce 1783 byla Kalábrie postižena silným zemětřesením, během kterého bylo poničeno i Stilo. V 18. a 19. století se v souvislosti s těžbou železných a měděných rud v místních horách v regionu rozvíjel ocelářský průmysl – v době vlády Ferdinanda I. Neapolsko-Sicilského na počátku 19. století ve Stilu existovaly bourbonské královské železárny „Ferdinandea“.

## Pamětihodnosti
- Castello di Stilo - normanský hrad postavený Rogerem I. Sicilským na hoře Monte Consolino
- Duomo di Stilo - barokní chrám, stavba obsahuje fragmenty staršího data, jako např. románsko-gotický portál z 12. století
- La Cattolica - kostel z byzantského období, vybudovaný v 9. století
- La fontana dei delfini - „fontána s delfíny“, dílo arabského původu z 10. století, považuje se doklad o spojenectví Arabů s byzantskými vládci ve snaze o vyhnání císaře Oty II. ze země
- L'abbazia di San Giovanni Therestis - areál opatství svatého Jana z 15. století
- Chiesa di San Domenico - kostel sv. Dominika z 15. století, který býval součástí konventu dominikánů
- Chiesa di San Francesco - barokní kostel sv. Františka
- Porta Stefanina - brána z 16. století poblíž kostela sv. Dominika
- Grotta di Sant'Angelo, též Laura di Sant'Angelo - jedna z jeskyní v masívu Monte Consolino, které složily jako poustevny a modlitebny, uvnitř nástěnné malby z byzantského období

## Galerie

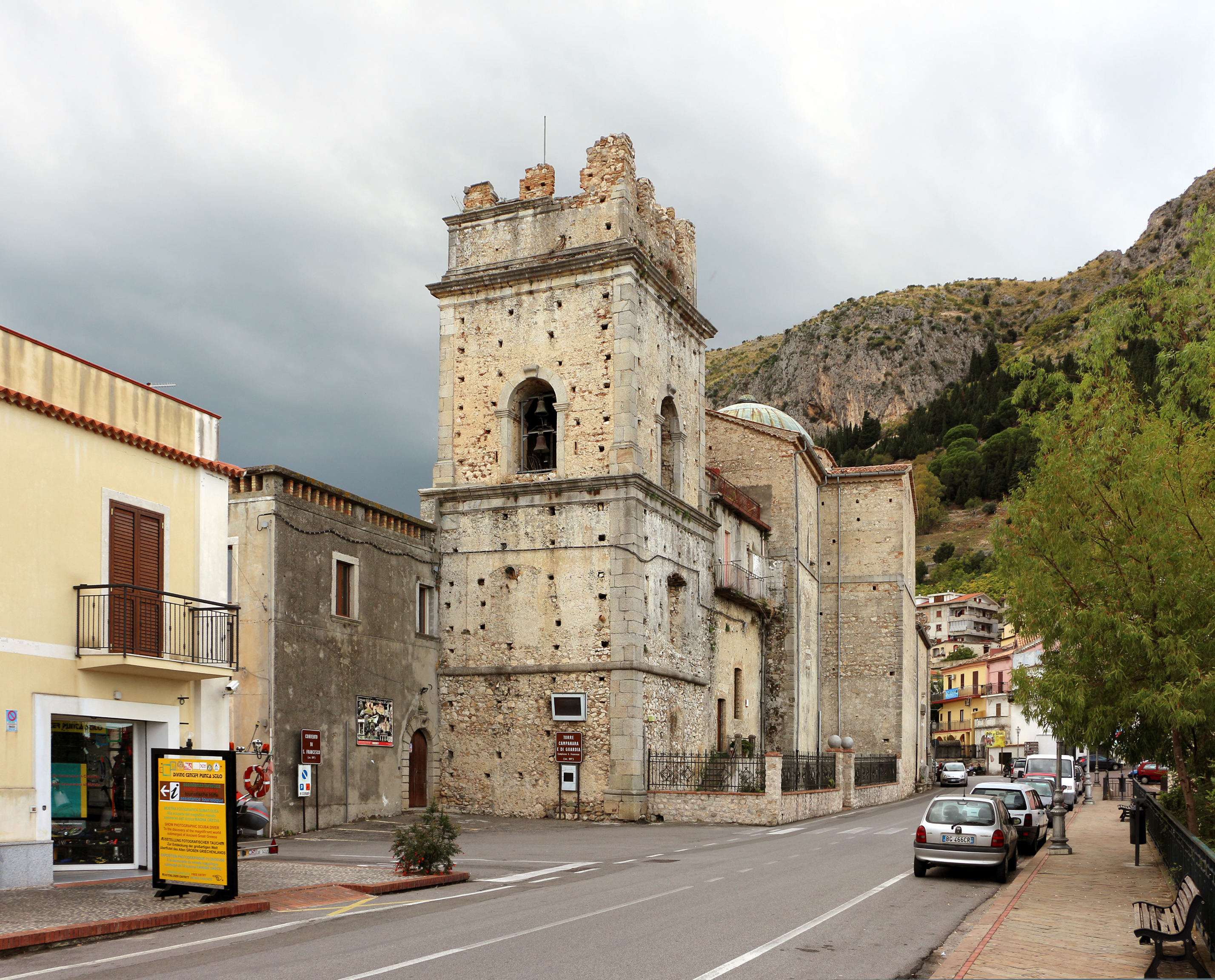
Věž ze 14. století
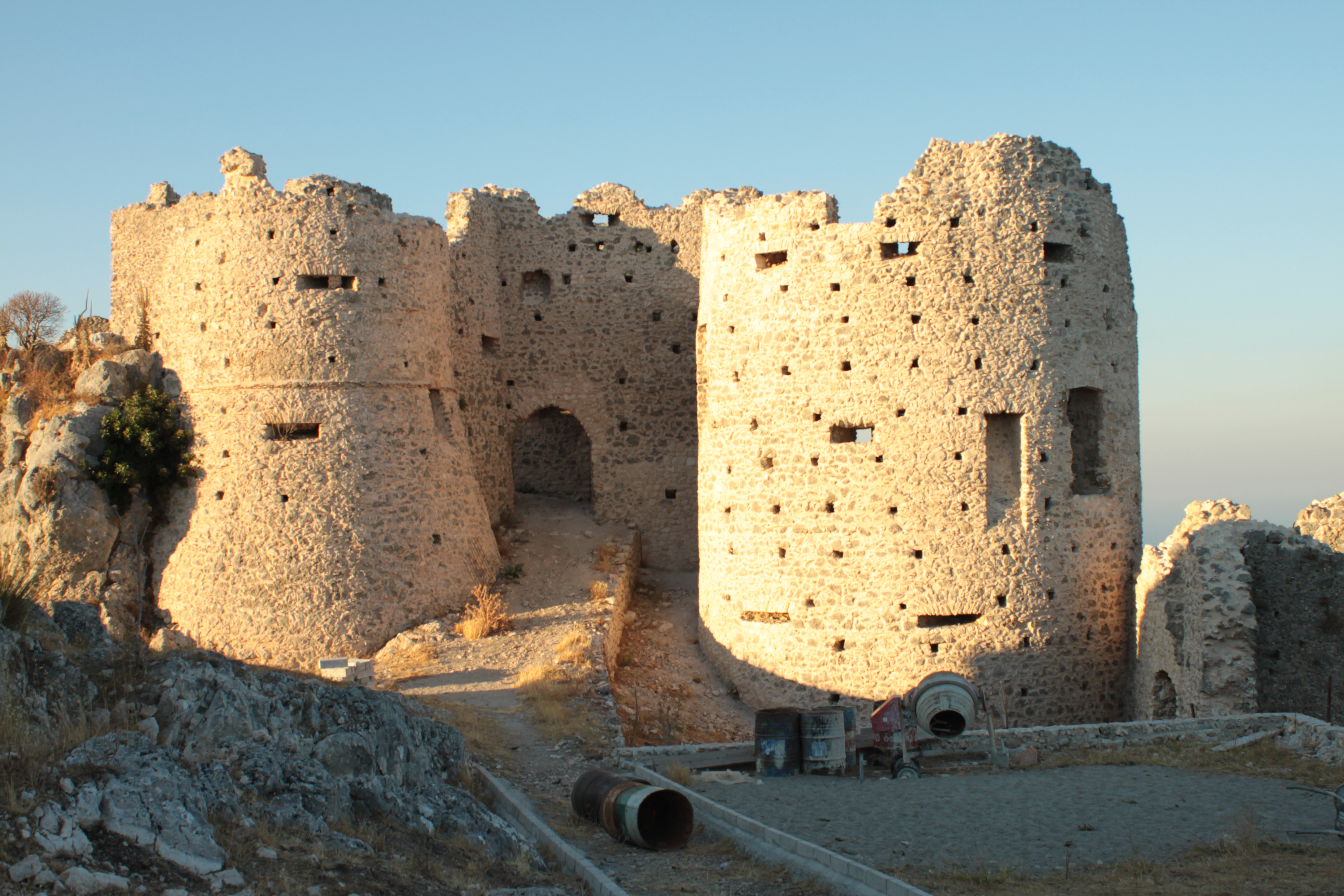
Normanský hrad
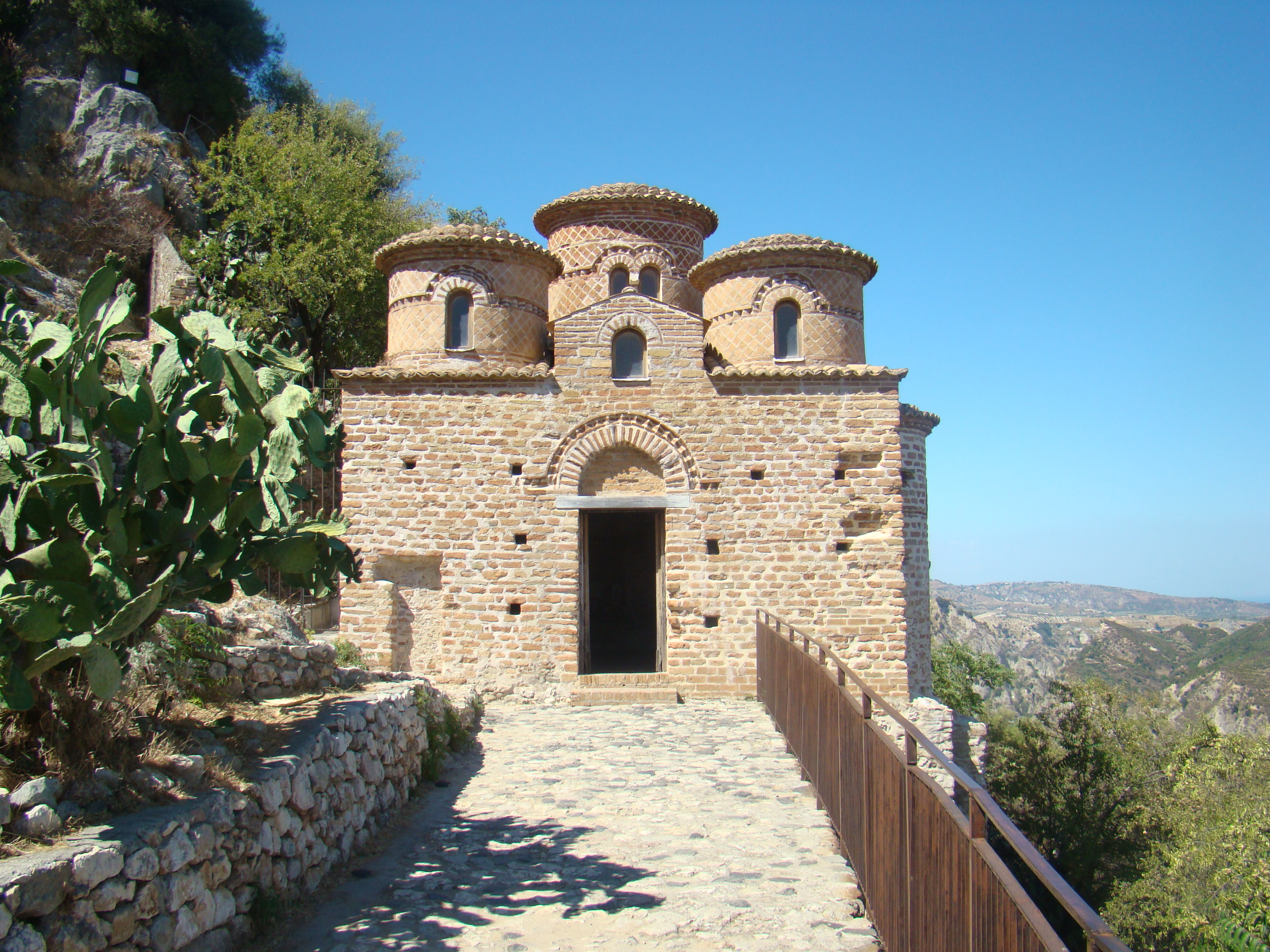
Byzantský kostel z 9. století
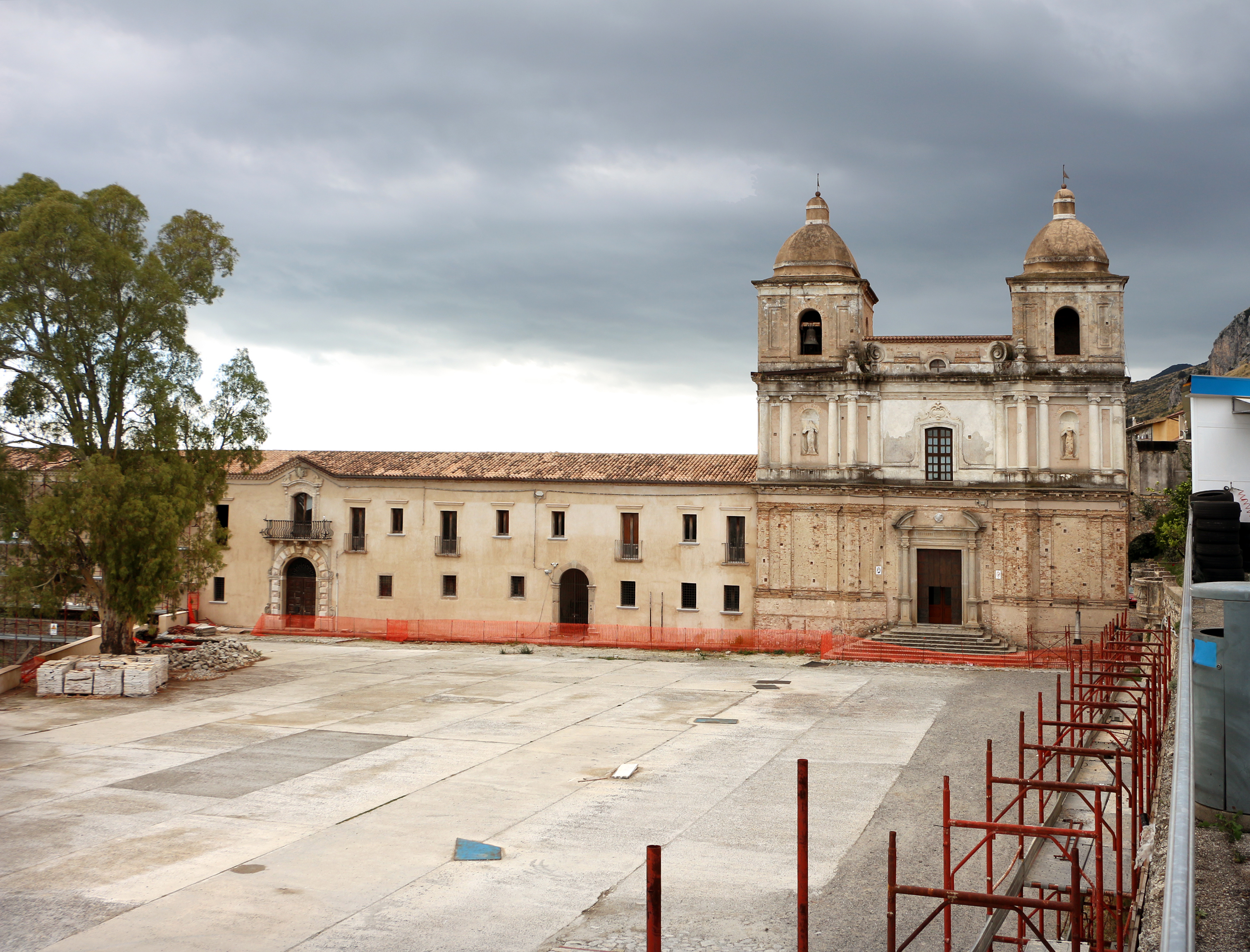
Opatství svatého Jana
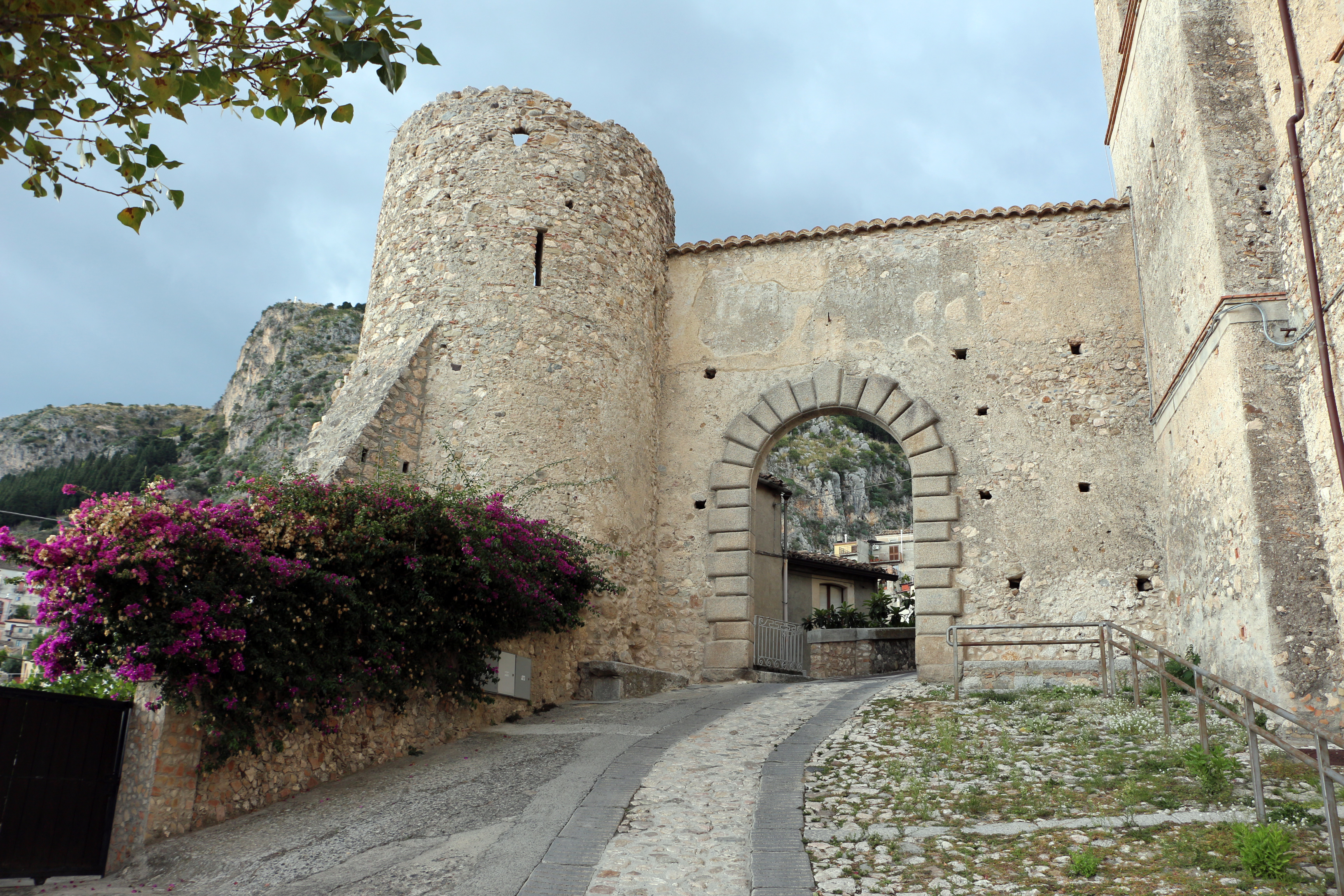
Porta Stefanina
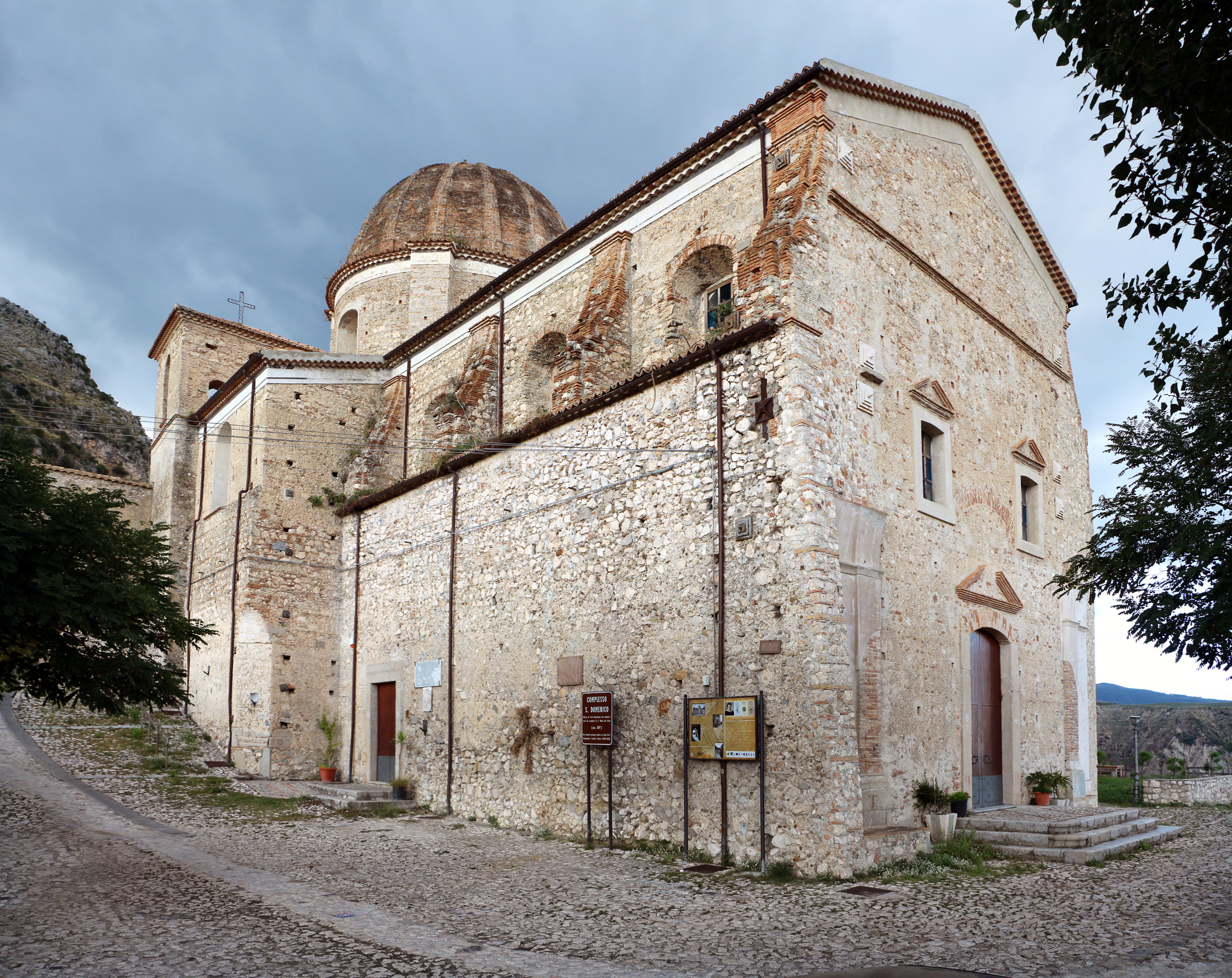
Kostel svatého Dominika